# Meoneura asiatica
Meoneura asiatica är en tvåvingeart som beskrevs av Papp 1976. Meoneura asiatica ingår i släktet Meoneura och familjen kadaverflugor. Inga underarter finns listade i Catalogue of Life.